# Roccasparvera
Roccasparvera (okcitánul: La Roca) település Olaszországban, Piemont régióban, Cuneo megyében. Lakosainak száma 744 fő (2023. január 1.). Roccasparvera Bernezzo, Borgo San Dalmazzo, Cervasca, Gaiola, Vignolo és Rittana községekkel határos.

## Népesség
A település lakossága az elmúlt években az alábbi módon változott:
| Lakosok száma | 745  | 742  | 744  |
|               | 2017 | 2018 | 2023 |